# برغر فيول
برغر فيول (بالإنجليزية: Burger Fuel) هي سلسلة مطاعم وجبة سريعة نيوزيلاندية، بعدد 27 موقع حول العالم. ويبيع برغر فيول البطاطس المقلية، الهامبرغر (لحم البقر، الواغو، الدجاج، الخالي من الجيلاتين، نباتية صرفة، النباتية)، المشروبات الغازية المعلبة والمثلجات.

## الطعام
برغر فيول تشتهر بها خاصة أيولي صلصة، ونضارة، والذوق وللبراءة اختراع Doofer، من الورق المقوى للطي برغر حامل. BurgerFuel مثل سلسلة برغر الذواقة يركز على العديد من مجالات المتخصصة: وحدات مثل نباتي / نباتي الغذاء، خالية من الغلوتين وكذلك بعض الأغذية العضوية المنتجات. أسماء برغر يكون لها موضوع السيارات.

## اخبار الشركة
برغر فيول لها 38 فرعاً في نيوزلاندا و10 فروع في الإمارات العربية المتحدة و9 فروع في السعودية وفرع في بغداد، العراق.

## وصلات خارجية
- الموقع الرسمي